# HD 18970
HD 18970，又名BD+56 767，SAO 23791、HR 918，是一颗恒星，视星等为4.76，位于銀經140.59，銀緯-1.5，其B1900.0坐标为赤經2h 58m 1.3s，赤緯+56° -1.5′ 48″。